# Racing Club de Lens 2011-2012
Questa voce raccoglie le informazioni riguardanti il Racing Club de Lens nelle competizioni ufficiali della stagione 2011-2012. 

## Organigramma societario

### Staff tecnico
| Allenatore:            | Jean-Louis Garcia               |
| Allenatore in seconda: | Colbert Marlot, Jacques Santini |

## Rosa
| N. |                      | Ruolo | Calciatore          |
| -- | -------------------- | ----- | ------------------- |
| 1  | Tunisia (bandiera)   | P     | Hamdi Kasraoui      |
| 2  | Marocco (bandiera)   | D     | Zakarya Bergdich    |
| 4  | Francia (bandiera)   | D     | Franck Queudrue     |
| 5  | Tunisia (bandiera)   | D     | Alaeddine Yahia     |
| 6  | Venezuela (bandiera) | D     | Gabriel Cichero     |
| 7  | Tunisia (bandiera)   | C     | Chaouki Ben Saada   |
| 8  | Francia (bandiera)   | C     | Pierre Ducasse      |
| 9  | Belgio (bandiera)    | A     | David Pollet        |
| 10 | Francia (bandiera)   | A     | Julien Toudic       |
| 11 | Francia (bandiera)   | A     | Alexandre Cuvillier |
| 14 | Tunisia (bandiera)   | A     | Ali Mathlouthi      |
| 15 | Francia (bandiera)   | C     | Pascal Berenguer    |

| N. |                    | Ruolo | Calciatore         |
| -- | ------------------ | ----- | ------------------ |
| 16 | Francia (bandiera) | P     | Michaël Fabre      |
| 18 | Francia (bandiera) | D     | William Rémy       |
| 19 | Francia (bandiera) | C     | Geoffrey Kondogbia |
| 20 | Haiti (bandiera)   | C     | Jean-Eudes Maurice |
| 21 | Francia (bandiera) | C     | Marco Rosenfelder  |
| 22 | Belgio (bandiera)  | C     | Thorgan Hazard     |
| 23 | Francia (bandiera) | D     | Alassane Toure     |
| 24 | Francia (bandiera) | C     | Ludovic Baal       |
| 26 | Francia (bandiera) | D     | Yohan Demont       |
| 27 | Mali (bandiera)    | C     | Samba Sow          |
| 29 | Francia (bandiera) | C     | Alexander Coeff    |
| 30 | Francia (bandiera) | P     | Nicolas Caraux     |